# Apáthy István (zoológus)

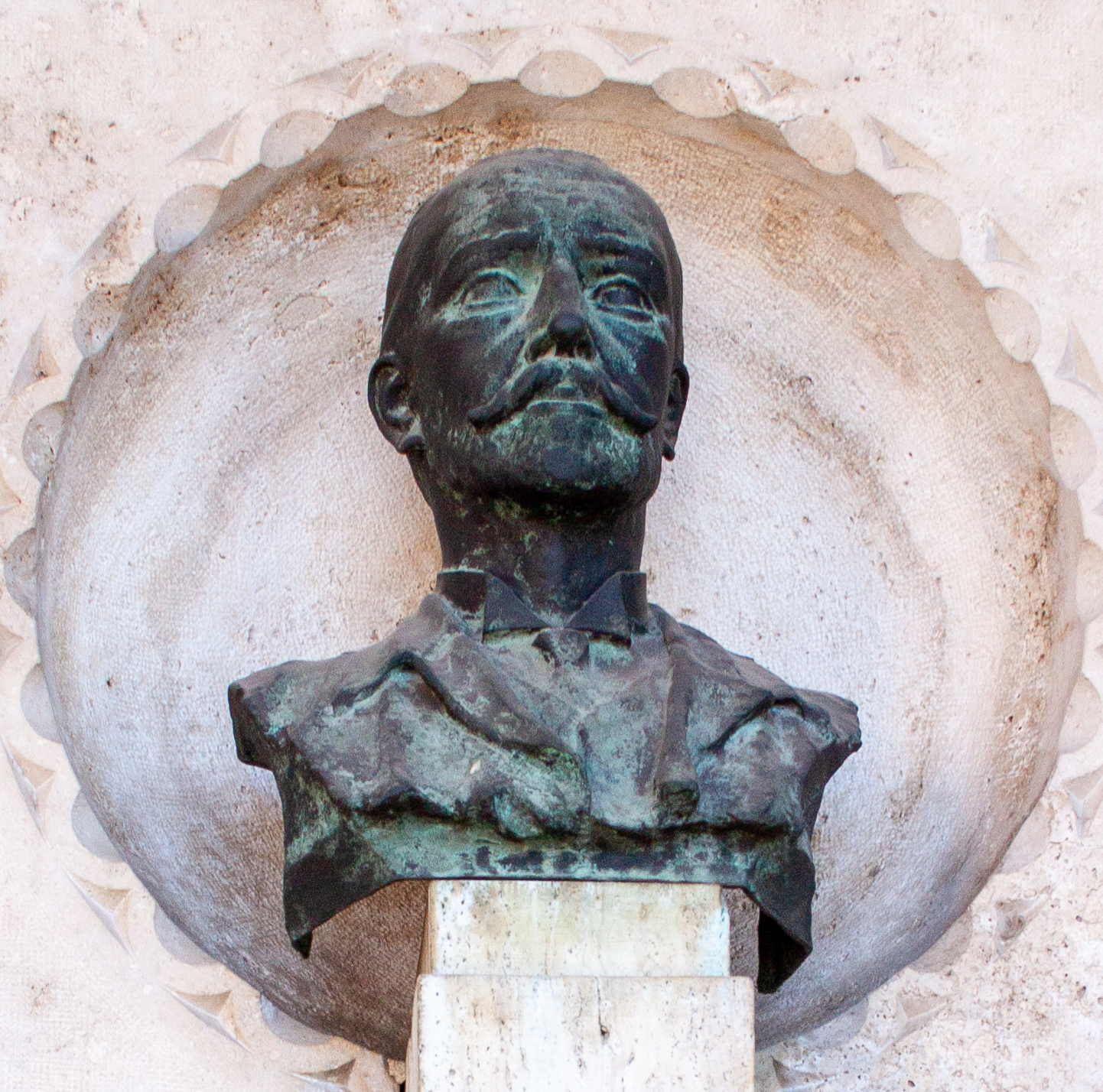
Mellszobra a szegedi Dóm téren

Apáthy István (Pest, 1863. január 4. – Szeged, 1922. szeptember 27. ) magyar természettudós, zoológus, a Magyar Tudományos Akadémia levelező tagja. Ő fedezte fel az idegáram vezetésének elemeit, a neurofibrillumokat. Nagy eredményeket ért el a mikrotechnika fejlesztésében (rögzítés, kettős beágyazás, impregnációs eljárások stb.) Tudományos közleményeit német nyelven adta közre, többnyire külföldi szakfolyóiratokban.

## Életpályája
Apáthy István jogász fia. 1885-ben megszerezte az orvosi oklevelet a budapesti egyetem orvoskarán, s ugyanebben az évben jelent meg két dolgozata a klinikai kórtermekben szerzett tapasztalatairól. Érdeklődése az állattani tudományok irányába fordult, majd Margó Tivadar tanársegédje lett a zoológiai tanszéken (1885–86). Professzora tanácsára a piócafélék kutatásában törekedett a szövettani vizsgálati módszerek tökéletesítésére. 1886-tól évenként dolgozott a nápolyi Stazione Zoologicán. 1888-ban jelent meg a „Magyarországi piócák faunája” c. tanulmánya, ugyanebben az évben a budapesti egyetem zoológiai tanszékén magántanári képesítést nyert.
27 éves korában, 1890-ben a kolozsvári egyetem zoológia és összehasonlító bonctan professzora, 1898-ban a Magyar Tudományos Akadémia levelező tagjává választották. 1909-ben Kolozsvárott – az akkori európai színvonalat is meghaladó – állattani intézetet létesített. Az 1903–1904-es tanévben az egyetem rektora volt.
Az 1900-as években a politika porondjára lépett, ahol eleinte Bánffy híveként az Új Pártban politizált, majd a Függetlenségi és Negyvennyolcas Párt egyik vezéreként fejtette ki – különösen Erdélyben – munkásságát. A függetlenségiek újbóli szétesését követően Károlyi Mihály radikális irányvonalához („Károlyi-párt”) csatlakozott 1918-ban. Az első világháború alatt Erdély kormánybiztosa volt, ezért a román királyi haditörvényszék 1919. január 15-én elrendelte letartóztatását. Ezután különböző börtönökben tartották Erdély-szerte, mígnem június 21-én első fokon öt év kényszermunkára ítélték. Ezt másodfokon megsemmisítették és december 22-én Nagyszebenben szabadlábra helyezték, 1920. július 5-én kapott útlevelet, amivel augusztus 7-én lépte át a határt Magyarország felé, s szinte azonnal be is kapcsolódott az ottani politikai és tudományos életbe.
Budapestre, majd Szegedre költözött (a kolozsvári egyetem új otthonába), 1921-ben megszervezte az Állattani Intézetet, melyet haláláig vezetett. Egyik elindítója volt a szegedi Ferenc József Tudományegyetem tudományos szaklapjának, Acta Litterarum ac Scientiarum Regiae Universitatis Hungaricae Francisco-Josephinae. Sect.: Scientiarum Naturalium.
Még a börtönben töltött idő alatt szervi szívbaj támadta meg, ami csakhamar életét vette. Szegeden érte a halál, a szegedi Belvárosi temetőben nyugszik.

## Kutatási területe
Összehasonlító idegszövettan, az idegrendszer finomabb szerkezete. Tőle származik az ingerület vezetésének ún. kontinuitás-tana. A mikroszkópos vizsgálatok terén elért eredményei is jelentősek.

## Emlékezete
- Születésének 125. évfordulóján, 1990-ben tudományos ülést tartottak tiszteletére Szegeden.[4]
- A kolozsvári Babeș–Bolyai Tudományegyetem Biológia szakának tanárai által szervezett szakmai egyesülete Apáthy István nevét viseli.
- A Semmelweis Egyetem Anatómiai, Szövet- és Fejlődéstani Intézetének van Apáthy István Alapítványa, amelynek mottója Apáthy legtöbbet idézett mondása:: „A nagy nemzetek emelik az ő fiaikat, kis nemzeteket pedig fiaiknak kell emelni.”

## Főbb művei
- Tanulmány a Najadeak szövettanáról (Bp., 1885);
- A sima izomzat… (Ért. a term. tud. köréből. XV. (Bp., 1885);
- A magyarországi pióczák faunája (Bp., 1888);
- A pióczafélék külső alaktanáról : kivonatos közlés. (Bp., 1889);
- Die Mikrotechnik der thierischen Morphologie: eine kritische Darstellun de mikroskpischen Untersuchungsmethoden. I–II. (Braunschweig-Leipzig, 1896–1901);
- Das leitende Element des Nervensystems und seine topographischen Berichtungen zu den Zellen (Mitteilungen aus der Zoologischen Station zu Neapel, 1888);
- A fejlődés törvényei és a társadalom (Budapest, Kolozsvár, 1912);
- A háború biológiája (Bp., 1915).

## Társasági tagság
- Társadalomtudományi Társaság, alapító tag (1901-–922)
- Société de Biologie (1898)
- Académie royale de médecine de Belgique, tiszteletbeli tag (1905–1922)
- Magyar Természettudományi Társaság, választmányi tag (1909–1918)
- Anatomische Gesellschaft
- Deutsche Zoologische Gesellschaft
- Association des Anatomistes